# Solaris (Glanert)
Solaris ist eine Oper in zwei Teilen von Detlev Glanert (Musik) mit einem Libretto von Reinhard Palm nach dem Roman Solaris von Stanisław Lem. Die Uraufführung fand am 18. Juli 2012 im Festspielhaus Bregenz statt.

## Handlung
Der Psychologe Kris Kelvin trifft nach einem sechzehnmonatigen Flug auf einer Raumstation um den Planeten Solaris ein, wo er mit einigen Forscherkollegen zusammentrifft. Der Planet zieht eine unberechenbare Bahn um einen Doppelstern – eine rote und eine blaue Sonne. Er wird von einem gewaltigen Ozean aus Plasma bedeckt. Auf der Station gibt es Probleme. Geister aus ihrer Vergangenheit suchen alle Besatzungsmitglieder heim. Sie wurden offenbar vom Ozean des Planeten aus ihren eigenen Gedanken generiert. Der verwahrloste Trinker Snaut begegnet seiner ödipal verehrten alten Mutter und der Analytiker Sartorius einem plappernden Zwerg. Der Forscher Gibarian hatte sich bereits vor Beginn der Opernhandlung aus Verzweiflung umgebracht, nachdem er von einer „monströsen Negerin“ verfolgt wurde – diese kümmert sich nun um seinen Leichnam. Auch Kelvin selbst bleibt nicht lange unbehelligt: seine frühere Frau Harey, die im Alter von 19 Jahren Selbstmord begangen hatte, erscheint und lässt seine Gefühle wieder aufleben. Er versucht zunächst, sie loszuwerden, indem er sie in einer Raumkapsel in den Weltraum schießt – doch in der folgenden Nacht erscheint sie erneut. Erst als Sartorius den Planeten mit speziell aufbereiteter Strahlung beschießt, gelingt es den Forschern, die Geister loszuwerden. Am Ende der Oper fliegt Kelvin mit dem Shuttle zur Planetenoberfläche, wo er sich seinen Gefühlen stellt und vom Ozean umflossen wird.
Dem Libretto der Oper ist ein Zitat von William Faulkner vorangestellt: „Das Vergangene ist niemals tot. Es ist nicht einmal vergangen.“

### Erster Teil
1. Szene. Der Kosmos
Während des Vorspiels ist zunächst der leere Kosmos zu sehen. Es folgt ein erster Blick aus der Ferne auf den Planeten Solaris. Der zweite Blick aus größerer Nähe zeigt einen blauen Tag mit der blauen Sonne, dann die Nacht. Beim dritten Blick ist das Plasmameer mit seinen bizarren Formen zu erkennen, dann ein roter Tag durch die rote Sonne. Die Szene verwandelt sich zur Nacht und zur Raumstation. Der Chor singt einfache Vokale.
2. Szene. In der Raumstation
Die Raumstation besteht aus einem großen unordentlichen Raum mit fünf Türen. Ein großes Panoramafenster bietet einen Blick auf dem Himmel. Eine Raumkapsel schwebt langsam durch eine Andockluke herein, und Kelvin steigt aus. Bis zur Mitte der Szene wandelt sich das Licht zum blauen Tag, erscheint „wie der Brenner einer starken Quarzlampe, alles bekommt verwelkte Farben, braun und rot werden grau, grün und gelb werden grell und wie selbstleuchtend“. Ein „blendender Brand“ in der Szenenmitte nimmt ein Drittel des Horizonts ein. Anschließend wird es wieder Nacht.
Kelvin ruft nach den Besatzungsmitgliedern Snaut, Gibarian und Doktor Sartorius. Stattdessen erscheint von ihm ungesehen eine monströse nackte Negerin und verschwindet im Zimmer Gibarians. Snaut eilt aus einem anderen Zimmer. Er ist völlig durcheinander und erkennt Kelvin zunächst nicht. Nachdem er sich gefangen hat, erklärt er, dass in der Station Chaos herrsche. Gibarian habe Selbstmord begangen, Sartorius habe sich eingeschlossen, und die Station werde von Erscheinungen heimgesucht, die Kelvin unbedingt ignorieren solle. Snaut zieht sich eilig in sein Zimmer zurück. Es wird dunkel. Die Negerin huscht an Kelvin vorbei in Gibarians Zimmer. Kelvin versucht, die Tür zu öffnen, die aber verschlossen wurde. Der Zwerg fordert ihn aus Sartorius’ Laboratorium heraus auf, ihn zu fangen. Auf Kelvins zunehmendes Drängen tritt Sartorius aus dem Laboratorium, dessen Tür er hinter sich sorgsam schließt. Kelvin stellt sich vor und verlangt Aufklärung über die Zustände auf der Station. Sartorius, der sich von Kelvin angegriffen fühlt, fordert ihn auf, zu gehen. Gleichzeitig bemüht er sich krampfhaft, seine Tür verschlossen zu halten, aus der eine Gestalt herauszudrängen versucht. Die Negerin erscheint wieder, zieht ein Kühlfach mit der Leiche Gibarians aus der Wand und legt sich zu ihm. Snaut kehrt müde zurück und erklärt Kelvin, dass er die Vorkommnisse verstehen werde, wenn er selber Gäste habe. Kelvin glaubt, er habe Halluzinationen. Um seinen Verstand zu testen, löst er eine mathematische Aufgabe und lässt sein Ergebnis vom Computer überprüfen. Es stimmt – Kelvin ist also nicht wahnsinnig.
Erstes Interludium. Nacht. Der Planet tastet Kelvins Gehirn ab
Der Planet, repräsentiert durch den Chor, singt Silben aus den Namen der Besatzungsmitglieder: „Sar-to-ri-us“, „Gi-ba-ri-an“, „Sna-ut“, „Kel-vin“, „Ha-rey“.
3. Szene. Nacht. Kelvins Kabine
Während dieser Szene beginnt allmählich der „rote Tag“. Kelvin schläft im Bett. Seine Frau Harey, die vierzehn Jahre zuvor Selbstmord begangen hatte, sitzt barfuß in einem Strandkleid am Fenster. Als Kelvin erwacht, hält er die Situation für einen Traum. Harey versichert ihm jedoch, dass sie beide zuhause seien. Um sich zu vergewissern, schneidet Kelvin mit einem Skalpell in ihren Arm. Die Wunde blutet kurze Zeit, verheilt aber sehr schnell. Harey erscheint zunehmend verwirrt. Sie kann sich an nichts mehr erinnern. Die Sonne geht unter. „Der Himmel lodert. Über dieser zweifarbigen, unbeschreiblich trostlosen Landschaft fluten Wolken mit lilafarbenem Saum.“ Kelvin gibt Harey ein Schlafmittel. Nachdem sie eingeschlafen ist, legt er sie auf das Bett, verlässt das Zimmer und verschließt die Tür.
Zweites Interludium. Nacht. Der Planet vermischt Kelvin und Harey
Auf dem Ozean bildet sich ein spiegelnd glänzender Belag, der wie eine riesige Blase emporsteigt, aufplatzt, unterschiedliche Formen bildet und schließlich wieder zusammensinkt.
4. Szene. Werdender blauer Tag. Fünftüriger Raum
Die Alte spricht Snaut an, als wäre er noch ein kleines Kind. Sie ermuntert ihn zum Spiel, um sich auf seinen späteren Wunschberuf als Forscher vorzubereiten. Snaut missdeutet ihre Umarmung und nähert sich ihr unsittlich – worauf die Alte ihn als dreckigen Versager beschimpft und sich in seinen Raum zurückzieht. Snaut ist von zwiespältigen Gefühlen überwältigt. Als Kelvin hinzukommt, erklärt er ihm, dass er das Phänomen für den Kontakt mit einer anderen Zivilisation hält. Gibarian sei als erster betroffen gewesen. Sartorius tritt aus dem Labor und schlägt vor, das Phänomen gemeinsam zu analysieren. Er glaubt, das Plasma auf dem Planeten sei in der Lage, ihre Gedanken zu lesen. Das Gespräch wird unterbrochen, als Harey gewaltsam durch die verschlossene Tür bricht und Kelvin auffordert, ihr seine Kollegen vorzustellen. Der Zwerg aus Sartorius’ Zimmer und die Alte tauchen wieder auf, wenig später auch die Negerin. Sartorius stellt fest, dass sich die Gestalten sehr schnell entwickeln und auch schnell regenerieren können. Die „Gäste“ werden immer zudringlicher gegenüber den Wissenschaftlern, die sie nur mühsam wieder in ihre Räume schaffen können. Kelvin gelingt es, die Negerin wieder im Kühlfach unterzubringen. Dann teilt er Harey mit, dass er die Station wieder verlassen müsse. Harey will mitkommen. Sie begleitet ihn zur Raketenschleuse, legt ihr Kleid ab und steigt als erste hinein. Kelvin erklärt, dass er noch die Klappe schließen müsse – tut dies aber von außen und startet die Rakete mit Harey als einziger Insassin.

### Zweiter Teil
5. Szene. Blauer Tag. Das Laboratorium
Der leicht angetrunkene Snaut weist Kelvin neckend darauf hin, dass er nicht glauben solle, seinen Gast so einfach losgeworden zu sein. Die Erscheinung werde wiederkommen, ohne sich an etwas zu erinnern. Kelvin gesteht ihm, dass Harey sich umgebracht hatte, als er nach einem Streit aus der gemeinsamen Wohnung ausgezogen war. Sartorius kommt herein, um seine neueste Theorie vorzustellen (währenddessen erscheint der Zwerg und macht obszöne Gesten): Da die Gäste immer dann kommen, wenn sie aufwachen, scheint der Ozean ihre Gehirne während ihres Schlafs zu untersuchen. Die Probleme fingen an, nachdem Gibarian den Ozean bestrahlt hatte. Sartorius schlägt vor, den Planeten nun mit Strahlen zu befeuern, die durch Gehirnströme von Kelvins Wachbewusstsein moduliert wurden. Kelvin und Snaut sind skeptisch. (Der Zwerg unterbricht Sartorius immer wieder mit albernen Worten, bis dieser die Geduld verliert und versucht, seinen Peiniger zu erwürgen. Die anderen müssen eingreifen.) Da aber sein Alternativvorschlag, den Planeten zu beschießen (sein Projekt „Freiheit“), für die Station selbst gefährlich werden könnte, akzeptieren Kelvin und Snaut den ersten Vorschlag. Kelvin wird an einen Stuhl geschnallt und an die Geräte angeschlossen.
Drittes Interludium. Nacht. Die Gehirnströme von Kelvin werden aufgezeichnet
Auf dem Ozean bilden sich große Wellen, zwischen denen sich blutroter Schaum sammelt. Die blaue Sonne ist inzwischen völlig untergegangen, während sich der Aufgang der roten Sonne durch entsprechend gefärbte Wolken bemerkbar macht. Der Chor ist allmählich in der Lage, vollständige Wörter zu bilden.
6. Szene. Kelvins Kabine
Kelvin träumt unruhig. Als er im Schlaf voller Abscheu den Namen seiner Frau ausspricht, tritt diese an sein Bett und spricht ihn an. Kelvin erwacht. Harey leidet unter dem Gefühl eines unbestimmten Verlustes und bricht in Tränen aus. Da bemerkt Kelvin, dass sie dasselbe Kleid trägt wie zuvor – ein identisches Kleid liegt noch auf dem Boden. Harey versteht nicht, warum er sie nicht mehr will. Kelvin versucht, sie zu beruhigen. Er umarmt sie und legt sich wieder hin. Nachdem er eingeschlafen ist, nimmt Harey ein Gerät mit Flüssigsauerstoff aus dem Schrank und trinkt daraus. Durch das Röcheln der scheinbar Sterbenden erwacht Kelvin wieder. Harey erholt sich jedoch schnell. Kelvin stellt fest, dass sie wohl „weniger sterblich“ ist als er. Obwohl sie seiner Frau sehr ähnlich ist, sind sie offenbar nicht dieselbe Person. Aber nun liebe er sie und nicht die frühere Harey. Sie umarmen sich und schlafen gemeinsam ein.
Viertes Interludium. Kelvins Albtraum
Kelvin träumt, er werde von einer Hand abgetastet, während zugleich ein identischer Körper entsteht. Die beiden verfließen umeinander. Die Worte des Chores werden zunehmend zusammenhängender.
7. Szene. Beginnender Tag, Laboratorium
Zu Beginn des „blauen Tags“ zeigen sich ausweitende Lichtflecken auf der Oberfläche des Ozeans. Während Kelvin Experimente durchführt, tritt der erneut betrunkene Snaut herein. Kelvin erzählt ihm von seinem nächtlichen Erlebnis. Er überlegt, mit Harey gemeinsam abzureisen. Snaut weist ihn darauf hin, dass sie fern von diesem Planeten nicht lebensfähig sein werde. Die Negerin erscheint mit dem Leichnam Gibarians im Raum. Sie warnt Kelvin, dass er zu spät gekommen sei, denn sonst wäre Gibarian noch am Leben. Sartorius kommt gut gelaunt herein und teilt seinen Kollegen mit, dass er eine Lösung gefunden habe. Die beiden sollen in einer Stunde in seine Kabine kommen. Snaut deponiert Gibarian und die Negerin in einem Schrank und bricht in sinnlose Klagen aus, bevor er das Labor verlässt. Auf dem Ozean breitet sich Dunkelheit aus. Harey tritt an den erschöpften Kelvin heran, der ihr seine Liebe gesteht.

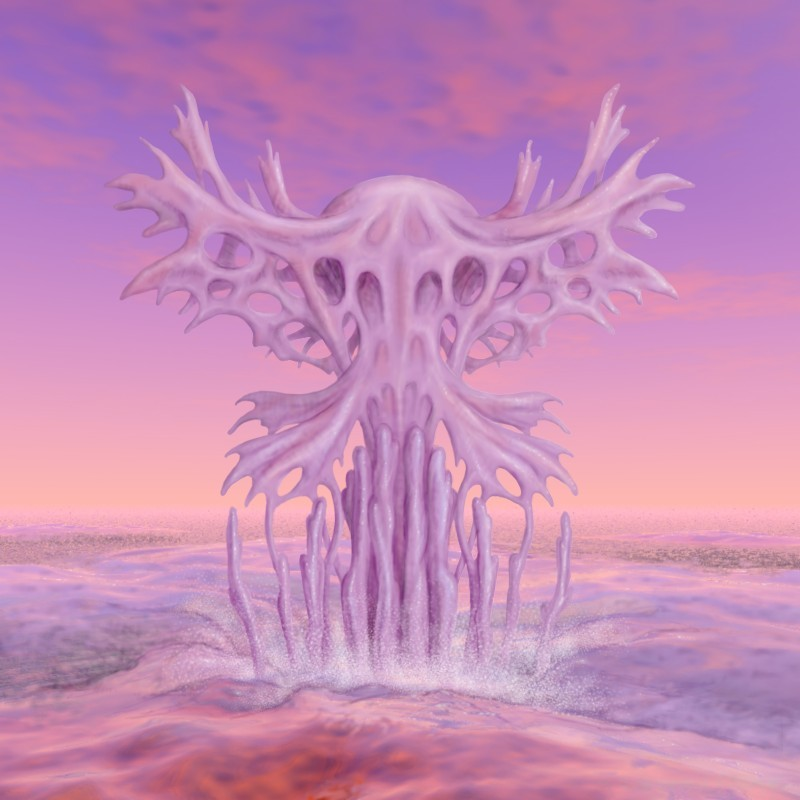
Symmetriade

Fünftes Interludium. Nacht. Sartorius beschießt den Planeten
Am Horizont im Nordwesten erscheint für einen Moment eine gigantische „Symmetriade“. Wenig später steigt eine Säule mehrere Kilometer hoch auf und teilt sich baumartig auf, bis sich die oberen Zweig-Enden wie zu einem Pilz zusammenziehen. Der untere Teil sinkt in Form separater Gebilde ab. Während Sartorius seinen Kollegen erklärt, auf welche Weise er die Strahlen moduliert hat, spuken die „Gäste“ um sie herum. Der Ozean ist nun völlig dunkel. Nur die roten Umrisse unzähliger Formen gleiten „in unendlichen Kolonnen“ in den Himmel auf, bis auch sie verschwinden.
8. Szene. Fünftüriger Raum
Nach der Bestrahlung wirkt der Ozean dunkler als vorher. Als Kelvin erwacht, stellt er fest, dass Harey nicht mehr anwesend ist. Snaut erklärt ihm, dass sie wie die anderen „Gäste“ durch Sartorius’ Aktionen vernichtet wurde – er hatte beide Experimente zugleich ausgeführt. Innerlich gebrochen besteigt Kelvin die Fähre, um zum Planeten zu fliegen.
9. Szene. Oberfläche des Planeten
Auf dem Ozean von Solaris zeigen sich verschiedenartige Blasen und Eruptionen, die an die Bewegungen eines Tieres gemahnen. Der unter seiner Einsamkeit leidende Kelvin stellt fest, dass er nur noch an einen „unvollkommenen Gott“ glauben kann. Am Rand des Ozeans streckt er eine Hand nach einer Welle aus. Das Plasma des Ozeans umfließt ihn, jedoch ohne ihn zu berühren. Sein Fazit lautet: „Menschen suchen wir, niemanden sonst. Wir brauchen keine anderen Welten, wir brauchen Spiegel.“

## Gestaltung

### Instrumentation
Die Orchesterbesetzung der Oper enthält die folgenden Instrumente:
- Holzbläser: drei Flöten (3. auch Piccolo), zwei Oboen, Englischhorn, zwei Klarinetten, Bassklarinette, zwei Fagotte, Kontrafagott
- Blechbläser: vier Hörner, vier Trompeten, drei Posaunen, Tuba
- Pauken, Schlagzeug (drei Spieler)
- Harfe
- Celesta
- Streicher: zwölf Violinen I, zehn Violinen II, acht Bratschen, sechs Violoncelli, vier Kontrabässe

### Musik
Glanert ging es nicht darum, eine Science-Fiction-Oper zu schreiben. Er interessierte sich mehr für die menschliche Dimension. In einem Interview der Kölnischen Rundschau erklärte er seine Idee: „Wie reagieren wir, wenn unsere Vergangenheit, speziell die mit einer Schuld verbundene, materialisiert wieder auftaucht? Die Schemen kommen aus der Vergangenheit zurück.“ Für dieses Thema wollte er eine „surrealistische Musik“ komponieren. Die Romanvorlage Lems reduzierte er zusammen mit dem Librettisten auf die „pure Handlung“, wobei sie die Wissenschaftsberichte vollständig strichen und anschließend das Werk strukturierten. Auf diese Weise erhielten sie Arien sowie Glanerts „erstes großes Duett“.
Alfred Zimmerlin schrieb in der Neuen Zürcher Zeitung, dass das Libretto das Geschehen „geschickt“ verdichte, sich dann aber „in wortreichen Mono- und Dialogen“ verliere. Die Musik sei „stilistisch beweglich, dramaturgisch präzise“, schaffe „trotz viel konventioneller Gestik Atmosphäre wie Spannung“, zeige aber „Längen“ im zweiten Teil.
Die Oper besteht aus Soloszenen, Orchester- und Chorsätze, wobei letztere den Planeten Solaris repräsentieren. Michael Struck-Schloen zufolge halte die Musik „die Mitte zwischen Gewalt und Zartheit, zwischen suggestivem, ‚kosmischem‘ Glitzern und stark reduzierten, durchlöcherten Texturen.“ Zugleich wirke sie „auf seltsame Weise altmodisch“.
Die Oper beginnt mit einem „sphärisch zarten Aufstieg der Musik aus dem dreifachen Pianissimo“ und endet mit dem „gehauchtesten aller Opernschlüsse“. Heinz W. Koch, der Rezensent der Zeitschrift Opernwelt verglich in seiner Rezension die Instrumentalkunst Glanerts mit derjenigen Gustav Mahlers und lobte seine Fähigkeit, für Stimmen zu komponieren:

„Seine Kunst, die instrumentalen Farben schillern zu lassen, zeigt sich hier aufs Neue. Meisterlich, wie er den Planeten sich vom ersten Silbengestammel bis zur intakten Sprache chorisch äußern lässt. Zudem ist Glanert ein ausgesprochen gewiefter Stimmenkomponist: Gäbe es die Vortragsbezeichnung – man könnte das Ergebnis ein recitativo cantabile nennen. Will sagen: Der ariose Disput herrscht vor. Aber auch ein betont eloquenter, beweglicher orchestraler Vorwärtsdrang, der bisweilen einen Rossini von heute suggeriert. Einmal grinst alles: wenn Glanert sich urplötzlich als songfreudiger Weill-Adept entpuppt.“

Fritz Jurmann zufolge enthält die Oper „ungeheuer sinnliche Klänge, faszinierend in ihrer Zwielichtigkeit und Vielschichtigkeit, die Harmoniewelten schaffen und wieder verlassen und die auch die gute, alte Tonalität keineswegs scheuen. […] Zarteste Pastellfarben in den Traumsequenzen kontrastieren mit knalligen Eruptionen“.
Peter P. Pachl wies in der Neuen Musikzeitung darauf hin, dass Glanert das Erinnerungsmotiv der Handlung nutzte, um „reflektierende Assoziationsketten“ zu erzeugen. Der „Traum der Wiederkehr einer Toten“ erinnere an Korngolds Oper Die tote Stadt. Die große Orchesterbesetzung mit Harfe und Celesta stehe „Korngold an Süffigkeit nicht nach“, sei jedoch durchsichtiger – was wiederum an das Spätwerk Franz Schrekers erinnere. Der philosophierende unsichtbare Chor sei bereits Thema in dessen Oper Der singende Teufel gewesen. Die Musik Snauts im zweiten Teil enthalte Jazz-Anklänge, wie sie auch in den Zeitopern der 20er Jahre vorkamen. Weitere Anspielungen gebe es an den Doktor in Bergs Wozzeck (hier Doktor Sartorius) und an Hans Sachs’ Monolog in Wagners Die Meistersinger von Nürnberg (Kelvins Reflexion über den „Wahn“). Christoph Schmitz verglich den Beginn der Oper mit dem Vorspiel von Wagners Rheingold und schrieb weiter: „Aus endlosen Liegetönen vor allem der tieferen Register tauchen immer wieder helle Lichtreflexe auf, der Harfe, der Triangel, der Holzbläser. Permanente Wiederholungen kleiner Floskeln erinnern zudem an die Sphärenmusik György Ligetis, manchmal auch an die Minimalmusic der Amerikaner.“

## Werkgeschichte
Glanert erhielt den Auftrag zu der Oper im Jahr 2006. Er komponierte sie zwischen 2010 und 2012. Das Libretto stammt von Reinhard Palm. Es basiert auf dem Roman Solaris von Stanisław Lem aus dem Jahr 1961. Glanert hatte diesen Roman bereits in den 1980er Jahren gelesen.
Die Uraufführung fand am 18. Juli 2012 im Festspielhaus Bregenz statt. Regie führten Moshe Leiser und Patrice Caurier. Markus Stenz leitete die Wiener Symphoniker und den Prager Philharmonischen Chor. Es sangen Dietrich Henschel (Kelvin), Marie Arnet (Harey), Martin Koch (Snaut), Martin Winkler (Sartorius), Bonita Hyman (Negerin), Christiane Oertel (Alte Frau) und Mirka Wagner (Zwerg). Ein Mitschnitt wurde am 15. September 2012 auf Deutschlandradio Kultur gesendet.
Die deutsche Erstaufführung gab es am 2. November 2014 in der Kölner Oper am Dom. Hier war Patrick Kinmonth für Gesamtkonzept und Regie zuständig. Die Choreographie schuf Kinmonth zusammen mit Fernando Melo. Die musikalische Leitung des Gürzenich-Orchester und des Chors der Oper Köln hatte Lothar Zagrosek. Es sangen Nikolay Borchev (Kelvin), Aoife Miskelly (Harey), Martin Koch (Snaut), Bjarni Thor Kristinsson (Sartorius), Qiulin Zhang (die Baboon), Dalia Schaechter (Alte Frau), Hanna Herfurtner (Zwerg) und Peter Bermes (Gibarian).
Die ursprünglich für den 19. Mai 2013 geplante Aufführung der koproduzierenden Komischen Oper Berlin wurde zunächst verschoben und schließlich ohne Nennung von Gründen abgesagt.